# The Rise of Iskander
The Rise of Iskander är en novellett av Benjamin Disraeli utgiven 1833. Den handlar om Albaniens nationalhjälte Skanderbeg och är i den omarbetade upplagan 1904 på 113 sidor och indelad i tjugotvå kapitel .
Novelletten är förmodligen skriven i den engelska staden Bath under vintertiden omkring 1832- 1833, två år efter Disraelis rundresa i Albanien. Den publicerades för första gången i England år 1833 tillsammans med novellen The Young Duke. Novelletten är en sentimental berättelse som inte ger någon konkret och realistisk bild av Skanderbeg. Denna korta novell blev mycket populär bland britter och amerikaner i början av 1900-talet. Den utkom i många upplagor och på två andra språk, en gång på slovenska och två gånger på grekiska. Toppen av populariteten kom dock under på 1920-talet.